# Ahmed Al Jaber Air Base
Ahmed Al Jaber Air Base är en flygbas i Kuwait. Den ligger i den södra delen av landet. Ahmed Al Jaber Air Base ligger 124 meter över havet.
Terrängen runt Ahmed Al Jaber Air Base är platt. Trakten runt Ahmed Al Jaber Air Base är ofruktbar med lite eller ingen växtlighet.